# 连通 (公司)
连通（杭州）技术服务有限公司（简称连通），是美国运通在中国大陆境内发起设立的合资公司，负责在中国大陆运营美国运通品牌。

## 历史沿革
连通公司成立于2017年10月，其注册资本10亿元人民币，其中连连数字科技有限公司持股50%，运通旗下两家公司同样合计持股50%。
2018年11月，连通提交的银行卡清算机构筹备申请获得中国人民银行与中国银行保险监督管理委员会的审查。2020年6月，连通提交的银行卡清算机构开业申请获审查通过，并获发银行卡清算业务许可证，成为继中国银联后第二个获得该许可证的机构，美国运通亦成为首家获发该证的外卡组织。
2023年12月，连通公司发生股权变更，注册资本从50.6亿元增加到57.6亿元，连连数字科技股份有限公司（简称“连连数科”）在连通公司的持股比例已从50%降低至45.2189%，退居第二股东。另一方面，美国运通的两家实体公司在连通公司的持股比例则提升至53.6854%和1.0956%，合计持股54.781%。
据新浪财经报道，2025年2月11日，连通公司完成股权变更，注册资本从57.6亿增加到近81亿元。去年12月，连连数科还专门发布公告披露了有关事项。公告显示，连连数科于2024年12月25日与买方Amex TRS及AEMD签订协议，出售其持有的连通公司股权。根据协议，Amex TRS以15.69亿元购买连通公司14.27%的股权，AEMD则以3203万元购买0.29%的股权。该次出售事项的总对价为16.01亿元，彼时的评估信息显示，连通公司截至2024年8月31日的估值为75亿元。连连数科认为，该次出售有助于实现投资回报及资源重新配置，以支持其长期发展。本次股权变更完成以后，连连数字科技从原先持股45.2189%降至17.6316%，美国运通旗下子公司Amex TRS持股从53.6854%提升至80.7210%，AEMD则从1.0956%提升至1.6474%，合计持股82.3684%。公司也从中外合资变为外商投资、非独资公司。